# SO-03J
ドコモ スマートフォン Xperia XZs SO-03J（ドコモ スマートフォン エクスペリア エックスゼットエス エスオーゼロサンジェイ）は、ソニーモバイルコミュニケーションズによって開発された、NTTドコモの第4世代移動通信システム（PREMIUM 4G）・第3.9世代移動通信システム（Xi）・第3世代移動通信システム（FOMA）対応端末である。ドコモ スマートフォン（第2期）のひとつ。

## 概要
本機種はXperia XZsの日本国内ローカライズモデルであり、Xperiaシリーズのフラッグシップモデルとなる。Xperia Xシリーズの日本国内第3弾端末。2017年夏の新商品の1つとして発売された。2017年5月26日発売。
2016-2017年冬春モデルのXperia XZ SO-01Jと同じSoCを採用しているが、カメラには被写体の動きを自動で認識し、シャッターを切ったタイミングから巻き戻って写真を記録する「先読み撮影」や1秒間に960コマの「スーパースローモーション」を新たに搭載した「Motion Eyeカメラ」を用いている。
また、RAM容量に関しても、Xperia XZ SO-01Jの3GBから4GBに増強されている。
ボディカラーには海外モデルでも展開されているアイスブルー、シルバー、ブラックの他にau、SoftBank版を含めた日本国内向け限定色のシトラスが用意されている。

## 主な機能
| 主な対応サービス                                                             | 主な対応サービス                                      | 主な対応サービス                     | 主な対応サービス                                                  |
| ---------------------------------------------------------------------------- | ----------------------------------------------------- | ------------------------------------ | ----------------------------------------------------------------- |
| タッチパネル/加速度センサー                                                  | PREMIUM 4G/Xi/FOMAハイスピード/VoLTE(HD+対応)         | Bluetooth                            | dカード/おサイフケータイ/NFC/かざしてリンク/赤外線/トルカ         |
| ワンセグ/フルセグ                                                            | メロディコール                                        | テザリング                           | WiFi IEEE802.11a/b/g/n/ac                                         |
| GPS                                                                          | ドコモメール/電話帳バックアップ                       | デコメール/デコメ絵文字/デコメアニメ | iチャネル                                                         |
| エリアメール/ソフトウェアーアップデート自動更新/生体認証 (指紋／虹彩)/スグ電 | デジタルオーディオプレーヤー(WMA・MP3他)/ハイレゾ音源 | GSM/3Gローミング(WORLD WING)         | フルブラウザ/Flash Player                                         |
| Google Play/dメニュー/dマーケット                                            | Gmail/Google Talk/YouTube/Picasa                      | バーコードリーダ/名刺リーダ          | ドコモ地図ナビ/ドコモ ドライブネット/Google Maps/ストリートビュー |